# Постановщик трюков
Постановщик трюков — профессия в кинематографе.
Как правило, постановщиками трюков становятся бывшие каскадёры, имеющие как минимум несколько лет опыта в этой профессии. Часто каскадёры, которую в силу возраста уже не могут самостоятельно выполнять трюки, становятся постановщиками.
Работа постановщика трюков начинается на подготовительном этапе кинопроизводства. Совместно с режиссёром постановщик изучает сценарий и определяет, какие трюки будут в фильме, и планирует их постановку. Затем совместно с постановщиком спецэффектов и реквизитором он обсуждает необходимое для выполнения трюков оборудование и реквизит (например, огнестрельное оружие и пиротехника). Далее постановщик трюков планирует бюджет сцен с трюками, определяет, сколько ему понадобится каскадёров, и занимается их наймом. Опытные постановщики трюков, как правило, работают с собственной командой каскадёров.
Во время съёмочного периода постановщик трюков работает вместе с режиссёром и каскадёрами над созданием сцен с трюками. Они определяют лучшие углы для съёмки, чтобы одновременно достичь необходимого от сцены эффекта и обеспечить безопасность каскадёров. На съёмках постановщик трюков руководит работой каскадёров и отвечает за соблюдение техники безопасности.